# Principio de equivalencia
El principio de equivalencia es el principio físico de la relatividad general y de varias otras teorías métricas de la gravedad. El principio afirma que: «un sistema inmerso en un campo gravitatorio es puntualmente indistinguible de un sistema de referencia no inercial acelerado». Así, fijado un determinado acontecimiento instantáneo de naturaleza puntual {\displaystyle p} (un evento o suceso) en el seno de un campo gravitatorio, dicho acontecimiento puede ser descrito por un observador acelerado situado en ese punto como si se moviera libremente. Es decir, existe cierto observador acelerado que no tiene forma de distinguir si las partículas se mueven o no dentro de un campo gravitatorio.
Por ejemplo: si caemos tras una piedra desde un acantilado, la veremos descender con velocidad constante, exactamente igual que si no existiera el campo gravitatorio que nos hace caer. Lo mismo les ocurre a los astronautas en torno a su nave, donde les parece que todo flota como si no cayera hacia la Tierra siguiendo su órbita.
Este principio fue utilizado por Albert Einstein para intuir que la trayectoria de las partículas en caída libre en el seno de un campo gravitatorio depende únicamente de la estructura métrica de su entorno inmediato o, lo que es igual, del comportamiento de los metros y los relojes patrones en torno suyo.
Formalmente suelen presentarse tres tipos de principio de equivalencia para formular las leyes del movimiento de los cuerpos:
- Débil o principio de equivalencia de Galileo
- Principio de equivalencia de Einstein
- Principio de equivalencia fuerte

## Formulaciones del principio de equivalencia

### Principio de equivalencia débil
La formulación débil se puede enunciar de la siguiente manera: «El movimiento de cualquier partícula de prueba en caída libre es independiente de su composición y estructura». Este principio se remonta al libro de Galileo Galilei Diálogos sobre las dos nuevas ciencias, en el cual Galileo narra que después de realizar varios experimentos con diferentes tipos de materiales, llega a la conclusión de que en un medio sin resistencia todos los cuerpos caen con la misma aceleración. Esto se puede ver de la siguiente manera, la segunda ley del movimiento de Isaac Newton,

{\displaystyle \mathbf {F} =m_{in}\mathbf {a} }

donde la masa inercial es la resistencia de un cuerpo a ser acelerado. Por otro lado, de la ley de gravitación universal de Newton se cumple que:

{\displaystyle \mathbf {F} =m_{gr}\left({\frac {GM}{r^{2}}}{\frac {\mathbf {r} }{r}}\right)=m_{gr}\mathbf {g} }

Para un objeto en caída libre, es decir, sin más fuerzas actuando en él, se tiene la igualdad de ambas fórmulas:

{\displaystyle m_{gr}\mathbf {g} =m_{in}\mathbf {a} }

por lo que el principio de equivalencia en forma débil especifica la igualdad entre las masas inercial y gravitacional, volviéndolas indistinguibles.

{\displaystyle {\frac {m_{gr}}{m_{in}}}\simeq 1}

Esta formulación ha sido probada a gran precisión desde los experimentos de Eötvos y es uno de los principios más probados de la física.

### Principio de equivalencia de Einstein
La formulación de Einstein se obtiene al incorporar la relatividad especial al principio de equivalencia de Galileo. Formalmente puede enunciarse de la manera siguiente:
El resultado de cualquier experimento no gravitacional en un laboratorio desplazándose en un sistema de referencia inercial es independiente de la velocidad del laboratorio o de su localización en el espacio-tiempo.
Esta es la forma más usual del principio de equivalencia. Otra forma de formular el principio de equivalencia fuerte es que en una vecindad lo suficientemente pequeña del espacio-tiempo, las leyes de la física no gravitacionales obedecen las leyes de la relatividad especial en un marco de referencia en caída libre o marco geodésico, es decir un marco de referencia cuyo origen de coordenadas se mueve a lo largo de una línea geodésica. Existen otras formulaciones similares de este principio como esta otra:
Las propiedades de un sistema no inercial son las mismas que un sistema inercial cuando existe un cierto campo gravitatorio
Nótese que un sistema no inercial puede ser idéntico a un campo gravitatorio de cierto tipo; sin embargo, eso no implica que cualquier campo gravitacional sea equivalente a un sistema no inercial (en particular, el campo gravitatorio terrestre no puede ser sustituido por un sistema de aceleración uniforme debido a que su tensor de Riemann no es nulo).

### Principio de equivalencia fuerte
El principio de equivalencia fuerte se formula de la siguiente manera:
El movimiento gravitacional de un cuerpo de prueba depende únicamente de su posición inicial en el espacio tiempo y no de su constitución, y el resultado de cualquier experimento local, gravitacional o no, en un laboratorio moviéndose en un sistema de referencia inercial es independiente de la velocidad del laboratorio y de su localización en el espacio-tiempo.
Es decir, en un marco de referencia en caída libre, y en una vecindad lo suficientemente pequeña del espacio-tiempo, todas las leyes de la física obedecen las leyes de relatividad especial. En esta definición el término «local» debe entenderse como experimento que sólo involucra a una partícula puntual (para cuerpos o campos extensos aparecen fuerzas de marea que permitirían distinguir ambos casos).
El principio de equivalencia fuerte sugiere que la gravedad es de naturaleza puramente geométrica (esto es, la métrica determina los efectos de la gravedad) y no contiene ningún campo adicional asociado con ella.

## Consecuencias del principio de equivalencia

### Movimiento a lo largo de geodésicas
La relatividad general, como teoría física de interacción que es, se compone de dos partes. La primera permite calcular, mediante la ecuación de Einstein, la curvatura del espacio-tiempo a partir de una distribución de energía. La segunda determina el movimiento de una masa prueba en un espacio-tiempo curvo, y es la ecuación de la geodésica.
El principio de equivalencia afirma que en un sistema de referencia en caída libre se anulan los efectos de la gravedad, y la física que allí se mida es coherente con la relatividad especial. Desarrollando matemáticamente este enunciado se concluye que la trayectoria de una masa en un campo gravitatorio es una geodésica en el espacio-tiempo.
De este modo, se podría decir que el principio de equivalencia, junto con el principio de relatividad especial son los únicos principios físicos sobre los que se apoya la relatividad general, ya que la ecuación de Einstein no está basada en ningún principio, sino que está deducida de una manera heurística.

### Anulación puntual del campo gravitatorio
El principio de equivalencia establece la existencia de un sistema acelerado donde puntualmente el campo gravitatorio no se detecta, es decir, es puntualmente nulo. Ese sistema acelerado precisamente aquel en el que los símbolos de Christoffel de la métrica se anulan. Es decir, ese sistema de coordenadas donde el campo gravitatorio es puntualmente indetectable en el punto p, satisface que:

(*){\displaystyle \Gamma _{\beta \gamma }^{\alpha }{\Big |}_{p}={\frac {1}{2}}g^{\alpha \mu }\left({\frac {\partial g_{\mu \beta }}{\partial x^{\gamma }}}+{\frac {\partial g_{\mu \gamma }}{\partial x^{\beta }}}-{\frac {\partial g_{\beta \gamma }}{\partial x^{\mu }}}\right)=0}

El hecho anterior, junto con el hecho de que el lagrangiano debe ser un escalar físico independiente del sistema de referencia escogido, que el lagrangiano del campo gravitatorio no puede formarse exclusivamente a partir del tensor métrico {\displaystyle g_{\mu \nu }} y los símbolos de Christoffel {\displaystyle \Gamma _{\mu \nu }^{\rho }}, puesto que entonces debido a que este es nulo para el sistema de coordenadas considerado anteriormente, la variación sería idénticamente nula para todos los observadores, lo cual no tiene sentido físico.
Debe notarse además que la anulación en la ecuación (*) solamente se da un punto o conjunto finito de puntos, pero si se considera un entorno suficientemente grande alrededor de un punto la anulación no es estricta, razón por la cual el principio de equivalencia sólo es estricamente cierto para experimentos de «tipo puntual», no medidas sobre una región suficientemente amplia.

### Lagrangiano del campo gravitatorio
La posibilidad de elegir un sistema de referencia acelerado donde los símbolos de Christoffel sean nulos, implica que el lagrangiano del campo gravitatorio relativista debe estar formado por derivadas de orden superior a uno del tensor métrico y, por tanto, el principio de equivalencia implica que el lagrangiano debe ser algún escalar relacionado con la curvatura. En efecto, la forma más común de escribir el lagrangiano del campo gravitatorio es:

{\displaystyle S_{c,g}[g_{\mu \nu },\Omega ]=-{\frac {c^{3}}{16\pi G}}\int _{\Omega }R\ {\sqrt {-g}}d\Omega }

Donde {\displaystyle R,g\,} son la curvatura escalar y el determinante del tensor métrico, y la integral anterior se extiende sobre una cierta región del espacio-tiempo.

## Críticas
Si bien el principio de equivalencia fue históricamente importante para formular la teoría de la gravitación, sólo es estrictamente válido para fenómenos de naturaleza puntual. Por ejemplo, en un campo gravitatorio como el terrestre, si un observador está dentro de un ascensor en caída libre y sitúa dos partículas en el aire, verá que éstas, a medida que el ascensor se acerca a la Tierra, siguen trayectorias ligeramente convergentes hacia el centro de la Tierra (y no estrictamente paralelas) y, por tanto, verá que las dos partículas se acercan entre sí muy lentamente [en una magnitud mayor de la predicha por su mutua atracción gravitatoria]. Ese efecto será percibido por el observador como una fuerza de marea, que le permitirá darse cuenta de que está dentro de un campo gravitatorio. Por el contrario, la tasa de acercamiento sería diferente en un ascensor que realmente esté flotando en el espacio vacío lejos de los campos gravitatorios. Este efecto numéricamente es muy pequeño y difícil de medir en la práctica, pero estrictamente sugiere que, en una región no infinitesimal del espacio-tiempo, un sistema acelerado y un campo gravitatorio de cierto tipo sí son distinguibles.
Otro ejemplo aún más claro es un observador encerrado dentro del ascensor en caída libre, junto a una partícula eléctrica. Aunque el observador esté en reposo respecto a la partícula, observará que la partícula emite una radiación por culpa de que el campo eléctrico de la misma está siendo deformado por el campo gravitatorio. En el mismo experimento realizado en un ascensor fuera de un campo gravitatorio, el observador no detectará ninguna emisión de radiación si la partícula está en reposo respecto a él (nuevamente la potencia radiada por la partícula es muy pequeña en el ascensor cayendo y es casi inapreciable, aunque existente).
Hay otra forma para mostrar que «el pensamiento más afortunado» de Einstein contenía un error insalvable. Pensemos qué pasaría si el ascensor en caída libre cayera, no hacia la Tierra, sino hacia un astro de mucha mayor masa, como una estrella de neutrones o incluso hacia un agujero negro. En ese caso la diferencia entre el «tirón gravitatorio» que afectaría a sus pies (más cerca del astro) y a su cabeza (más alejada) sería tan grande que el infortunado pasajero se sentiría como si estuviera en un potro de tortura, cosa que el feliz pasajero del ascensor alejado de todo objeto masivo no experimentaría, a menos de fuera sometido a una Aceleración sumamente inmensa, el cual es, de hecho, el postulado del Principio de Equivalencia.
Además, mientras el pasajero en caída libre se acelera hacia la Tierra (o al astro que sea) su reloj, su tiempo en realidad, pasa cada vez más lentamente, cosa que no le ocurre al pasajero del ascensor interestelar.
Lo anterior, sin embargo, no invalida su principio de equivalencia, ya que se refiere al experimento mental que le dio origen. El principio sigue siendo válido con tal que se restrinja su definición a la equivalencia entre un movimiento (local) acelerado y los efectos de la gravedad.